# Cầu cuộn

## Đặc điểm
Cầu dài 12 m, bắc qua con kênh Grand Canyon ở London, Anh

## Xây dựng
Cây cầu là ý tưởng của nhà thiết kế Anh Thomas Heatherwick, và xây dựng bởi Công ty TNHH Littlehampton Welding	
.Việc duy trì và mở cửa của cây cầu được quản lý bởi Thương Gia Square Estates.
Sau vấn đề bảo trì từ năm 2008, cây cầu đã được sửa chữa và được hoạt động đầy đủ từ tháng tư năm 2009
Trong năm 2005, cây cầu đã được giải thưởng Thiết kế công trình thép Anh

## Nguyên lý cuộn

Mô hình nguyên lý cầu cuộn

Bình thường, cầu tương tự như một cây cầu làm bằng gỗ và thép, dài 12 m. Khi cuộn lại, cầu sẽ dùng các piston thủy lực được giấu trong các thanh lan can của cầu để cuộn lại thành một hình bát giác. Cầu thường cuộn vào giữa trưa mỗi thứ Sáu